# ماكول
ماكول (بالإسبانية: Macul)‏ هي بلدية في تشيلي في الجزء الشرقي الأوسط في محافظة سانتياغو في إقليم سانتياغو متروبوليتان ، وتحدها بلديات نونوا من الشمال ، وسان جواكين من الغرب ، بينالولين من الشرق وفلوريدا من الجنوب.

- وهي منطقة يغلب عليها الطابع السكني والصناعي ، ولكن أنشطتها تتزايد وتتنوع ، الأمر الذي أدى إلى تغيير تدريجي من حيث البنية التحتية والمعدات. يعتبر معظم السكان من الطبقة المتوسطة.

## التركيبة السكانية
وفقًا لتعداد عام 2002 للمعهد الوطني للإحصاء ، تمتد ماكول على مساحة 12.9 كيلومتر مربع (5 ميل مربع) وتضم 112535 نسمة (53667 رجلاً و 58868 امرأة) ، والكومونة هي منطقة حضرية بالكامل . انخفض عدد السكان بنسبة 6.8٪ (8173 نسمة) بين تعدادي عام 1992 و 2002.

### احصائيات
- متوسط دخل الأسرة السنوي: 49.004 دولار أمريكي ( تعادل القوة الشرائية ، 2006)

السكان الذين يعيشون تحت خط الفقر: 13.4٪ (2006)
- مؤشر جودة الحياة الإقليمي: 80.30 ، مرتفع ، 12 من 52 (2005)
- مؤشر التنمية البشرية : 0.806 ، 10 من 341 (2003)